# Philipp Wydra
Philipp Wydra (* 7. Jänner 2003) ist ein österreichischer Fußballspieler.

## Karriere

### Verein
Wydra begann seine Karriere beim FC Admira Wacker Mödling. Im Februar 2012 wechselte er in die Jugend des SK Rapid Wien, bei dem er ab der Saison 2017/18 dann auch in der Akademie spielte. Zur Saison 2019/20 wechselte er nach Deutschland zum 1. FC Köln. Nachdem er zunächst in der Jugend gespielt hatte, debütierte er im Mai 2021 für die Reserve der Kölner in der Regionalliga. Bis zum Ende der Saison 2020/21 kam er zu drei Viertligaeinsätzen. In der Saison 2021/22 absolvierte er 13 Spiele.
Nach weiteren fünf Einsätzen in der Saison 2022/23 kehrte Wydra im Jänner 2023 zu Rapid Wien zurück, wo er einen bis Juni 2026 laufenden Vertrag erhielt. Bei Rapid wurde er für die zweite Mannschaft eingeplant. Für diese debütierte er im Februar 2023 in der 2. Liga, als er am 17. Spieltag der Saison 2022/23 gegen den Floridsdorfer AC in der Startelf stand. Für Rapid II kam er bis Saisonende zu 13 Einsätzen in der 2. Liga, aus der das Team aber zu Saisonende abstieg. In der Saison 2023/24 machte er dann alle 30 Spiele in der Regionalliga Ost, die er mit Rapid II als Meister beendete und damit direkt wieder in die 2. Liga aufstieg.
Den Aufstieg machte Wydra aber nicht mehr mit, er wechselte zur Saison 2024/25 leihweise zum Bundesligisten SK Austria Klagenfurt. Für Klagenfurt kam zu 23 Einsätzen in der Bundesliga, aus der der Verein aber abstieg. Zur Saison 2025/26 kehrte Wydra nicht mehr zu Rapid zurück, sondern wechselte fest nach Belgien zu Zweitligist Francs Borains.

### Nationalmannschaft
Wydra spielte im Oktober 2018 erstmals für eine österreichische Jugendnationalauswahl. Im September 2019 kam er gegen Rumänien zu seinem ersten Einsatz für das U-17-Team. Im Juni 2021 debütierte er gegen Italien für die U-18-Auswahl. Im September 2021 gab er gegen die Türkei sein Debüt im U-19-Team, für das er bis März 2022 siebenmal spielte.
Im November 2022 gab er gegen die Türkei sein Debüt für die U-21-Auswahl.

## Persönliches
Sein Bruder Dominik (* 1994) ist ebenfalls Fußballspieler.